# Roemeens voetbalkampioenschap 1927/28
In 1927/28 werd het zestiende kampioenschap in Roemenië georganiseerd. Dit keer namen er 12 regionale kampioenen deel van 24 juni tot 29 juli. Colțea Brașov verbrak de hegemonie van Chinezul Timișoara dat de voorbije zes jaar kampioen geworden was. România Cluj was de nieuwe naam voor Victoria Cluj.

## Deelnemers
| Regio     | Kampioen                       |
| --------- | ------------------------------ |
| Arad      | Jiul Lupeni                    |
| Brașov    | Colțea Brașov                  |
| Boekarest | Olimpia Boekarest              |
| Cernăuți  | Polonia Cernăuți               |
| Chisinau  | Mihai Viteazul Chisinau        |
| Cluj      | România Cluj                   |
| Craiova   | Craiovan Craiova               |
| Galați    | Dacia Vasile Alecsandri Galați |
| Iași      | Concordia Iași                 |
| Oradea    | Stăruința Oradea               |
| Sibiu     | Șoimii Sibiu                   |
| Timișoara | Chinezul Timișoara             |

## Uitslagen

### Voorronde
| Thuisploeg                     | – | Uitploeg          | Uitslag        |
| ------------------------------ | - | ----------------- | -------------- |
| Dacia Vasile Alecsandri Galați | – | Olimpia Boekarest | 2:4 (1:1, 2:2) |
| România Cluj                   | – | Stăruința Oradea  | 3:2 (2:2)      |
| Craiovan Craiova               | – | Șoimii Sibiu      | 2:4 (2:2)      |
| Mihai Viteazul Chisinau        | – | Concordia Iași    | 9:1 (5:0)      |

### Kwartfinale
| Thuisploeg              | – | Uitploeg           | Uitslag                        |
| ----------------------- | - | ------------------ | ------------------------------ |
| Mihai Viteazul Chisinau | – | Polonia Cernăuți   | 5:2 (2:1)                      |
| Olimpia Boekarest       | – | Colțea Brașov      | 2:3 (0:1, 2:2)                 |
| Șoimii Sibiu            | – | Chinezul Timișoara | 2:2 (1:2, 2:2), 4:3 (0:2, 3:3) |
| România Cluj            | – | Jiul Lupeni        | 0:2 (0:0)                      |

### Halve Finale
| Thuisploeg    | – | Uitploeg                | Uitslag   |
| ------------- | - | ----------------------- | --------- |
| Colțea Brașov | – | Mihai Viteazul Chisinau | 6:4 (3:2) |
| Jiul Lupeni   | – | Șoimii Sibiu            | 1         |

1 Sibiu gaf forfait.

### Finale
| Thuisploeg    | – | Uitploeg    | Uitslag   |
| ------------- | - | ----------- | --------- |
| Colțea Brașov | – | Jiul Lupeni | 3:2 (2:1) |